# Cerkiew św. Eliasza w Subotowie

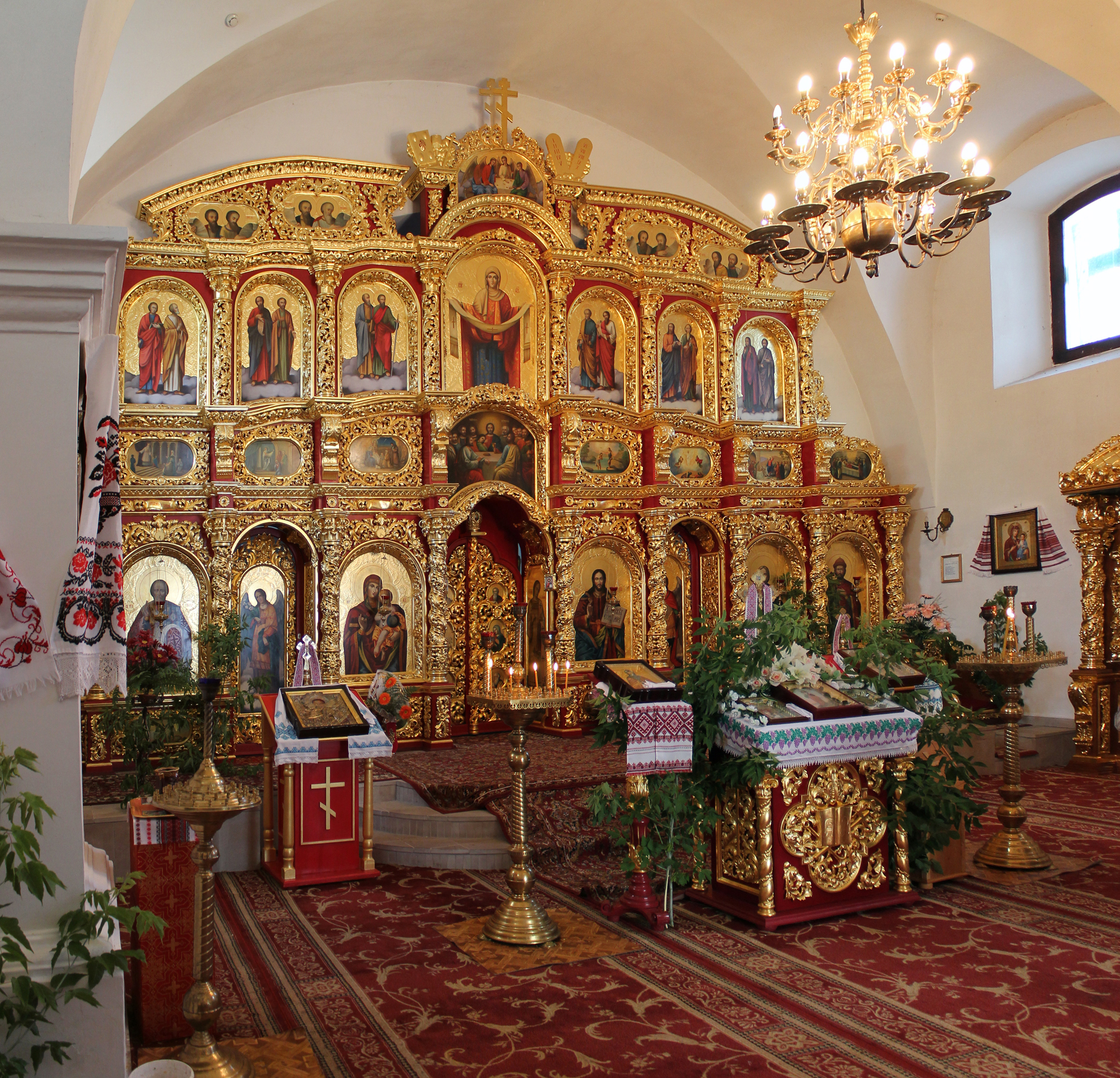
Ikonostas

Cerkiew św. Eliasza – prawosławna cerkiew w Subotowie, wzniesiona w 1653 lub 1656. Miejsce pochówku Bohdana Chmielnickiego, który ufundował świątynię z przeznaczeniem na grobowiec rodzinny.

## Historia
Cerkiew została wzniesiona z funduszy Bohdana Chmielnickiego, który pragnął umieścić w niej grobowiec rodzinny. Po swojej śmierci w 1657 fundator świątyni został w niej pochowany na prawo od ołtarza. W 1664 hetman Stefan Czarniecki podczas pobytu w Subotowie rozkazał otworzyć grób i wydobyć ciała Chmielnickiego i jego syna Timofieja. Według jednej z wersji ciała spalono, a prochy wystrzelono z armaty. Inna mówi o ukryciu zwłok na jednym ze wzgórz w okolicy Subotowa. Dzwonnica została wzniesiona w 1869. Świątynia była czynna do rewolucji październikowej, kiedy została zamieniona na klub, a następnie na magazyn. Po II wojnie światowej w obiekcie zlokalizowano muzeum Bohdana Chmielnickiego. Jego nagrobka, jak również pozostałości trumny hetmana nie udało się odnaleźć, toteż w 1954 I. Szmulson zaprojektował symboliczny granitowy pomnik nagrobny Chmielnickiego. W 1978 przeprowadzono renowację budynku i rozbiórkę galerii między dzwonnicą i cerkwią.
Po upadku ZSRR cerkiew została przywrócona do funkcji sakralnych.

## Architektura
Cerkiew reprezentuje styl wczesnego baroku ukraińskiego, posiada cechy sakralnej architektury obronnej. Jest budowlą orientowaną, jednonawową, z wyodrębnionym prezbiterium. Wejście do obiektu prowadzi przez drzwi z portalem, ponad którym znajduje się okrągłe okno. Fasada cerkwi wykończona ozdobnym szczytem. W bocznych ścianach budynku znajdują się pojedyncze półkoliste okna. Całość wieńczy pojedyncza sygnaturka w centralnym punkcie nawy, z cebulastą kopułą i krzyżem. Dzwonnica cerkwi znajduje się w odległości kilku metrów od fasady zachodniej. Jest to budowla czterokondygnacyjna, również zwieńczona cebulastą kopułą z krzyżem, pierwotnie połączona z główną bryłą cerkwi galerią.

## W sztuce
Cerkiew w Subotowie była malowana akwarelą przez Tarasa Szewczenkę. Ten sam autor wspomina o niej w poemacie Wielki Loch i w wierszu Stoi we wsi Subotowie, nawiązując do poszukiwania przez władze carskie skarbów, jakie miały znajdować się w grobowcu Bohdana Chmielnickiego.